# Ipidecla miadora
Ipidecla miadora är en fjärilsart som beskrevs av Dyar 1916. Ipidecla miadora ingår i släktet Ipidecla och familjen juvelvingar. Inga underarter finns listade i Catalogue of Life.